# Hotel Colombia Excelsior
Il palazzo dell'ex hotel Colombia di Genova, conosciuto anche col nome di Palazzo Farragiana, è un edificio storico realizzato negli anni venti
 del XX secolo con l'obiettivo di accogliere la ricca clientela in arrivo alla stazione di Genova Principe e destinata ai transatlantici della vicina stazione Marittima.
A partire dal 2013 è sede della Biblioteca Universitaria di Genova.

## Architettura
La struttura, dalla singolare forma curva della facciata che segue l'andamento della strada, è articolata su tre fasce, la prima comprende il colonnato d'ingresso, aperto, decorato in bugnato. Il marcapiano superiore è sormontato da un'ampia balaustra che occupa tutta la lunghezza del colonnato, mentre ai lati e ai piani superiori le finestre, ornate di timpano, sono dotate di poggiolo. Quattro lesene verticali con capitello corinzio dividono verticalmente gli spazi della facciata congiungendosi con le colonne del portico inferiore e andando a formare una costolatura che corre per tutta l'altezza e viene ripresa anche oltre il secondo marcapiano e poi nella struttura rientrata superiore.
Alla sommità dell'edificio si trova una cupola affiancata da strutture cubiche, il tutto adorno di archi vetrati; la cupola è in vetri gialli piombati, visibile dall'atrio interno dell'edificio.
L'ingresso si affaccia su un foyer ampiamente decorato, il pavimento è in marmo bianco statuario impreziosito con tozzetto in marmo nero e guarnito di decori in pietre dure e marmi policromi in stile neoclassico. Le pareti in stile neogotico sono abbellite da vele dipinte con motivi geometrici. A sovrastare il tutto un tetto in vetro colorato in stile liberty. Particolarità dell'ingresso era un imponente lampadario in metallo, ancora conservato, e preziosi tappeti orientali, ormai perduti. Sul fondo una preziosa paratia in legno, intarsiato a mano, fa da divisorio con gli ambienti retrostanti.
Nelle sale laterali, pavimentate in parquet spinato ancora in ottimo stato e originariamente destinate all'intrattenimento degli ospiti, vengono oggi allestite mostre e conferenze.
Gli spazi superiori che in origine formavano le camere sono stati oggi riallestiti per ospitare le scaffalature della Biblioteca Universitaria e le aule di studio e di consultazione.

## Storia

### Prima dell'hotel Colombia: Palazzo Farraggiana
Precedentemente all'edificio, sulla stessa area sorgeva Palazzo Farraggiana, realizzato negli anni venti del XIX secolo dal marchese novarese Giuseppe Farraggiana con il contributo dell'architetto Domenico Cervetto e, in seguito, Ippolito Cremona. Il palazzo, in stile neoclassico, era abbellito da fregi che esaltavano la figura di Cristoforo Colombo, di cui il marchese era grande estimatore, in particolare nel fregio del timpano era scolpita una Apoteosi di Cristoforo Colombo realizzata su disegno di Pelagio Pelagi mentre il pittore Scaramuzza si occupò dell'affresco della sala principale intitolato Il genio di colombo, abbellito da bassorilievi di Santo Varni, Farraggiana contribuì anche al finanziamento della statua di Colombo poi posta nell'antistante Piazza Acquaverde, opera della bottega di Lorenzo Bartolini su progetto di Michele Canzio.
Negli anni venti del Novecento il palazzo Farraggiana era stato venduto da parte degli eredi del marchese alla Società Transatlantica che lo distrusse nell'ottica di costruirvi un albergo. In quel periodo l'economia del luogo era in forte mutamento: l'arrivo dei treni alla grande stazione di Genova Principe e il sempre crescente numero di persone dirette verso le banchine della Stazione Marittima per salire a bordo dei transatlantici rendeva interessante la prospettiva di un albergo destinato alla ricca clientela prossima all'imbarco.

### Il nuovo edificio
La realizzazione durò dal 1921 al 1928 dalla Aedes per conto della Società Transatlantica, il progetto era dell'Ing. Giuseppe Celle e Piero Barbieri, tuttavia il fallimento della Società Transatlantica comportò un cambio di proprietà dell'immobile durante la sua costruzione e ad acquisirlo fu l’Istituto Immobiliare Roma della Società Beni Stabili. I lavori subirono una battuta d'arresto, ma uno "stabilimento igienico e di comodità" venne comunque aperto nei fondi del palazzo e collegato direttamente alla stazione attraverso un braccio sotterraneo
Nella parte retrostante del nuovo edificio si insediò la Società di Navigazione Generale Italiana, nata dalla fusione della genovese Raffaele Rubattino con l’impresa palermitana di Vincenzo Florio. In seguito la proprietà passò nuovamente di mano arrivando alla STAI (Società Turistica Alberghi Italiani), di cui ne erano proprietari grandi gruppi alberghieri ed esponenti del ramo turistico italiano dell'epoca.
La gestione STAI cambiò l'impronta dell'albergo completando definitivamente i lavori e dando all'edificio e al suo servizio l'impronta di un hotel di lusso destinato alla facoltosa clientela dei transatlantici nella città che fungeva da polo nevralgico dei suddetti, arrivo e partenza principalmente dall'America.

### L'inaugurazione
Il Colombia venne inaugurato il 20 febbraio 1929, l'albergo era costituito da sei lussuosi piani, un grande foyer con un'imponente scalinata, una sala delle feste di 275 m² più altre cinque on pavimento in parquet e oltre 200 camere, quasi tutte con bagno privato, più 12 suite dotate di terrazza privata e rifiniture e mobilia di pregio in stile barocco. Nel progetto di Barbieri pare fosse compresa anche una piscina da realizzarsi nei fondi, ma mai realizzata.
Tra le tecnologie all'avanguardia si contavano sei ascensori, sette montacarichi e dieci telefoni. Tra i servizi offerti c'erano un buffet sempre disponibile, pane fresco, lavanderia, stireria, stenodattilografia, parrucchieri, telegrafo e radiotelegrafo e servizio di biglietteria.
La nutrita squadra di manutenzione si occupava del tutto era un variegato gruppo di specialisti in diversi rami.
Nel 1935 l'hotel acquisì il nome Excelsior e da allora divenne il Grand Hotel Colombia Excelsior.
Durante la seconda guerra mondiale nelle stanze vennero ospitati un consolato e un alto comando tedesco, ma la vicinanza con la stazione ferroviaria rendeva il Colombia un edificio in pericolo.
In seguito ai tedeschi si insediarono nell'hotel i fascisti della X Mas poi, dopo la Liberazione, divenne sede del comando della V armata interalleata.
Con la fine delle ostilità il Colombia, risparmiato dai bombardamenti, tornò gradualmente al suo regime originale di clienti intenzionati ad una vacanza di lusso e sfarzo e ospitò una lunga lista di celebrità del cinema.

### Il declino
Negli anni che seguirono la II guerra mondiale. i Transatlantici Mnn Andrea Doria e Cristoforo Colombo della " Società Italia di Navigazione ", in "pool" con la American Export Lines e le sue SS Independence e Constitution, assicuravano la Linea Genova-New York. E, non era solo questa frequentatissima Rotta Marittima col Nord America, ma anche quelle rotte che collegavano Genova col Sud America, specialmente l'Argentina, che fornivano la ricca Clientela del Colombia Excelsior. In quegli anni, il Colombia Excelsior, era già di proprietà della C.I.G.A. Compagnia Italiana Grandi Alberghi (che possedeva anche altri " Grand Hotel e Excelsior ", a Milano, Venezia, Roma, Napoli. E, in qualche modo, la proprietà si collegava alla "Leading Hotels" con sede a Pasadena, Cal. U.S.A. presieduta da Giorgio Campione.
Poi, spariti anche i grandi transatlantici come la Michelangelo e la Raffaello, ultimi di una lunga lista di eccellenze realizzate nei cantieri di Genova e che dalla Stazione Marittima partivano e arrivavano, anche l'afflusso di clienti verso l'Hotel Colombia diminuì considerevolmente, sebbene mantenesse un buon numero di avventori.
Gli anni Settanta furono costellati di molte vertenze sindacali e dissidi tra il personale e la direzione che iniziarono a peggiorare la vivibilità della struttura e l'apprezzamento dei clienti.
La situazione si aggravò ulteriormente quando nel 1981 l'albergo venne ceduto completamente alla Ciga, la quale nel 1985 annunciò l'ipotesi di costruire un nuovo hotel nei pressi della stazione Brignole, i soldi destinati alla ristrutturazione del Colombia, opera estremamente necessaria, vennero quindi dirottati nell'altro progetto che aprirà poi nel 1991 col nome di Starhotels President.
Ma il Colombia non arriverà a vedere la concorrenza, nell 1985 il passivo dell'hotel raggiungeva cifre da miliardi: morto del tutto il traffico legato alle navi, insufficiente quello dei traghetti e di ben altra qualità, l'albergo tentò di rilanciarsi quale centro congressi, senza però riuscire a guadagnare nuovamente la notorietà e decadendo lentamente, senza restauri né manutenzione, scendendo quindi anche di categoria.

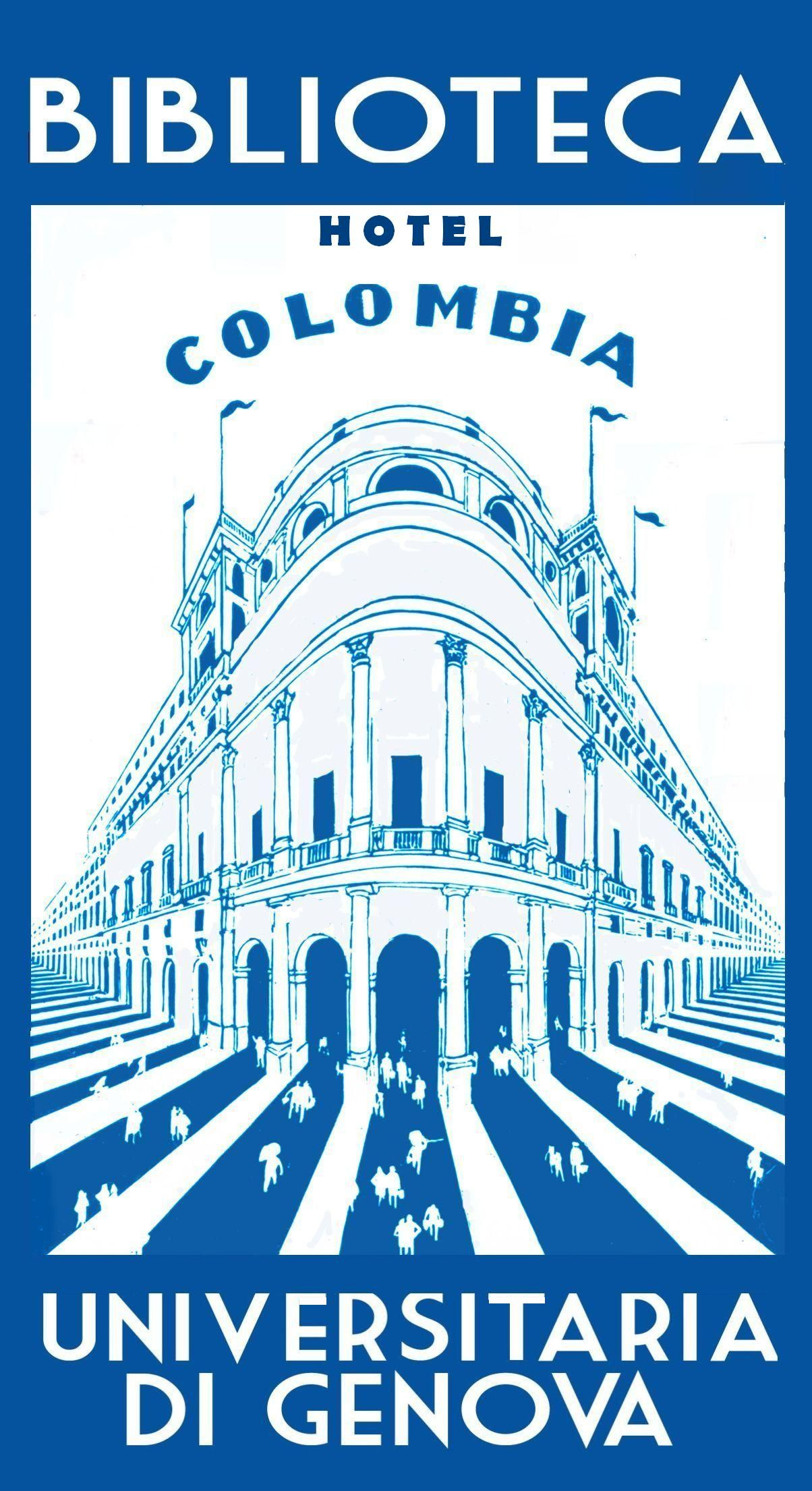
Logo della Biblioteca Universitaria di Genova presso l'ex Hotel Colombia Excelsior

Il 3 marzo 1989 il Grand Hotel Colombia Excelsior chiuse per sempre.

### La nuova Biblioteca Universitaria
Una parte degli spazi, principalmente quelli orientati verso Via Balbi, vennero sezionati dal resto dell'edificio, ristrutturati e utilizzati come uffici mentre il resto della struttura rimase abbandonata fino al 2009 quando, decaduti i vincoli legali alla destinazione d'uso, la struttura venne ristrutturata e destinata ad essere la nuova sede della Biblioteca Universitaria che si trasferirà ufficialmente nel 2013, mentre alcune delle stanze a pianterreno originariamente destinati a saloni delle feste sono stati riconvertiti in spazi espositivi ed ospitano mostre temporanee.

## Curiosità
Il 2 luglio 1960 si svolse nelle salette dell'albergo il ritrovo dei principali esponenti del Movimento Sociale Italiano tra cui Vittorio Mussolini, cosa che scatenò l'indignazione della città e in particolare dei "camalli", gli scaricatori del porto. Le opposizioni portarono infine alla caduta del governo. L'albergo venne assediato dal movimento di protesta e, per uscire indenne dall'hotel, Mussolini fu trascinato fuori da alcuni poliziotti come se fosse stato in arresto.
Nel 1964 l’ingegner Vittorio Valletta, presidente della FIAT, e il ministro sovietico Kossighin firmarono e studiarono in una delle salette dell'hotel l'apertura di uno stabilimento a Togliattigrad.
Il 25 e 26 giugno del 1965 soggiornarono al Colombia i Beatles, scatenando un vero e proprio assedio mediatico e di appassionati.
Ibn Saud re d’Arabia si presentò all'Hotel Colombia con il suo seguito di 140 persone tra mogli ed eunuchi occupando due interi piani dell'albergo.
L'hotel ospitò rassegne di moda e presentazione di prodotti di lusso da cui una grande sfilata di Sergio Soldano con ospite Gina Lollobrigida e una festa per celebrare l'apertura della gioielleria di Cartier.

## Nei media
Molte scene di film famosi furono girate al Colombia o con questo hotel come sfondo:
- Nel 1948 Amanti senza amore di Gianni Franciolini, con Roldano Lupi e Clara Calamai.
- Nel 1974 Il cittadino si ribella di Enzo Girolami, con Franco Nero e Barbara Bach.
- Nel 1973 Il giorno dello sciacallo di Fred Zinnemann.
- Nel 1974 Profumo di donna di Dino Risi.
- Nel 1980 Il giorno del Cobra.
- Nel 1988 Joan Lui.

## Ospiti famosi del Colombia
- The Beatles (1965)
- Principe Ruspoli (1929)
- Aga Khan (1929)
- Ministro Bottai (1932)
- Ignacy Paderewsky (1932)
- Alfonso XIII re di Spagna (1933 e 1934)
- Feysal d’Iraq (1933)
- Primo Carnera (1933 e 1934)
- Gary Cooper (1933)
- Douglas Fairbanks (1933 e 1938)
- Mary Pickford (1933)
- Gloria Swanson (1933)
- Ermete Zacconi (1938)
- Ministro Alfieri (1936)
- Francesco Malipiero (1936)
- Enrico Mattei (1943-1945)
- Ernest Hemingway (1948)
- Thornton Wilder
- Victor Mature
- Spencer Tracy
- Trewor Howard
- Jane Russell
- Lana Turner
- Rita Hayworth con l’Aga Khan
- Ava Gardner con Walter Chiari
- Gregory Peck
- Glenn Ford
- Rex Harrison
- Anita Ekberg
- Fernandel
- Isa Miranda
- Vittorio de Sica
- Adnan Khashoggi
- Totò
- Monica Vitti
- Laura Antonelli
- Antonio Gronchi
- Mario Segni
- Sandro Pertini
- Cesare Merzagora
- Giovanni Spadolini
- Giuseppe Saragat
- Mario Tanassi
- Amintore Fanfani
- Grace e Ranieri di Monaco (1966)
- Costantino di Grecia
- Margaretha di Svezia
- Ira Fürstenberg
- Juliette Gréco
- Paul Anka
- The Beatles
- Nino Benvenuti
- Cassius Clay
- Marina Doria (moglie di Vittorio Emanuele di Savoia)
- Maria Pia e Maria Gabriella di Savoia
- Adriano Celentano (1988)
- Mike Bongiorno (1964) Presentatore televisivo
- Achille Lauro (1964) Armatore
- Gioacchino Lauro (1964) figlio di Achille e Esponente politico (Monarchici)
- G.U. Ing. Conte Giorgio Sisini (1964), la Settimana Enigmistica
- Luigi Innocenti (1964). Industriale
- Gen. Giovanni de Lorenzo (1964) allora Comandante dell'Arma dei Carabinieri
- Gianfranco Gilardini (1964), Ideatore Ponte sullo Stretto di Messina
- Kosygin Kossigin, (Ministro) (1964), sovrintendeva alla costruzione di una nave nei cantieri Ansaldo
- Edy Vessel, Attrice, (1964)
- Giorgio Campione (1964), C.I.G.A.
- Gabriele (Giuseppe) Ferzetti, Attore (1964)